# Rymill Bay
Die Rymill Bay ist eine Bucht an der Fallières-Küste des Grahamlands auf der Antarktischen Halbinsel. Sie liegt zwischen der Gabriel-Halbinsel im Norden und dem Bertrand-Piedmont-Gletscher im Süden.
Wahrscheinlich wurde sie erstmals 1909 bei der Fünften Französischen Antarktisexpedition (1908–1910) unter der Leitung Jean-Baptiste Charcots gesichtet. Vermessungen erfolgten 1936 durch Teilnehmer der British Graham Land Expedition (1934–1934) und 1948 durch den Falkland Islands Dependencies Survey. Benannt ist die Bucht nach dem australischen Polarforscher John Rymill (1905–1968), dem Leiter der British Graham Land Expedition.